# Dziura nad Doliną Strążyską
Dziura nad Doliną Strążyską (Kozi Schron, Giewontowa Dziura) – jaskinia w Dolinie Strążyskiej w Tatrach Zachodnich. Wejście do niej położone jest u podnóża północnej ściany Długiego Giewontu opadającej do Doliny Wielkiej Równi na wysokości 1380 metrów n.p.m. Długość jaskini wynosi 34 metry, a jej deniwelacja około 14 metrów. 

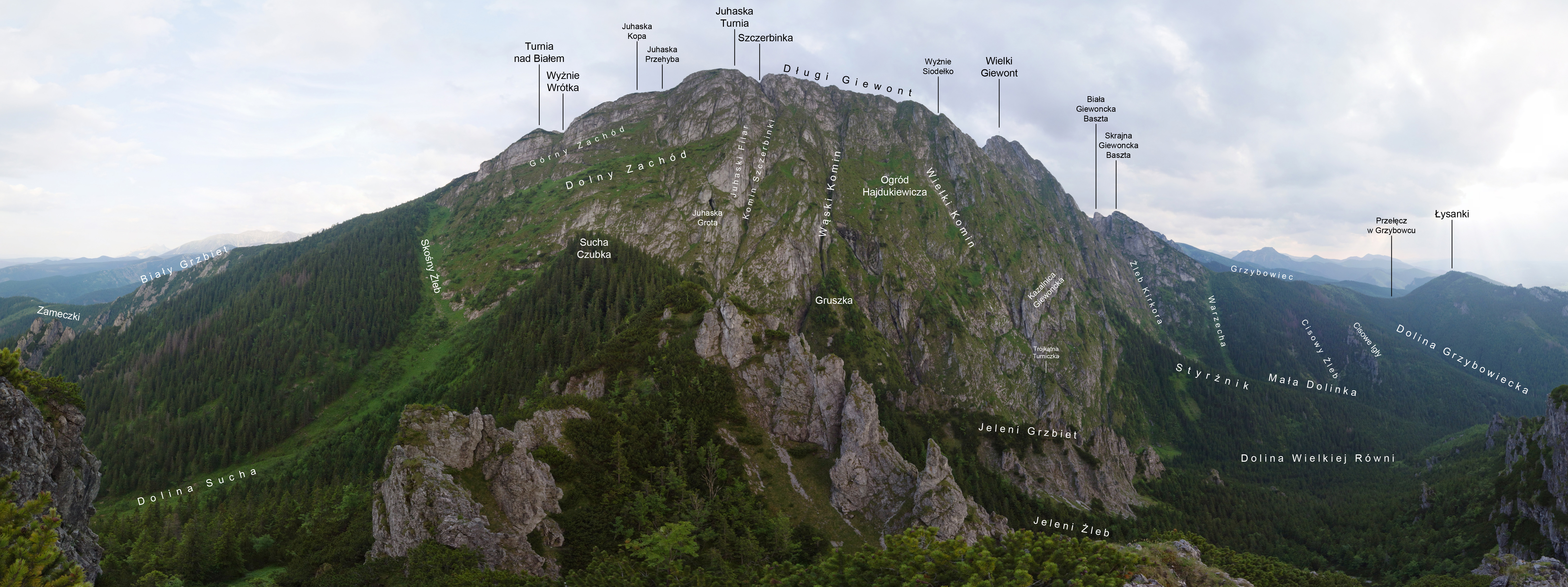
Długi Giewont

## Opis jaskini
Główna część jaskini to obszerna komora o długości około 10 metrów i szerokości 3 metry. Można się do niej dostać przez duży otwór wejściowy widoczny m.in. z Zakopanego i Polany Strążyskiej. Z komory odchodzi parę ciągów:  
- na wschód i zachód dwa 2-metrowe niskie korytarzyki.
- z okna we wschodniej części ciasny korytarzyk wznoszący się kaskadami i dalej za zaciskiem kończący się szczeliną.
- również we wschodniej części, na prawo od okna, korytarzyk, który za prożkami dochodzi do kilkumetrowego komina, kończącego się zaklinowaną wantą[3].

## Przyroda
W jaskini znaleźć można nacieki grzybkowe i marmity. Ściany są wilgotne. W jej głębi rozwijają się mchy, wątrobowce i glony.
W jaskini często przebywają kozice.

## Historia odkryć
W 1921 roku Mariusz Zaruski stwierdził istnienie jaskini, a następnie podał dokładny opis dojścia. Napisał, że ma ona 6 metrów długości.